# Simone Giusti

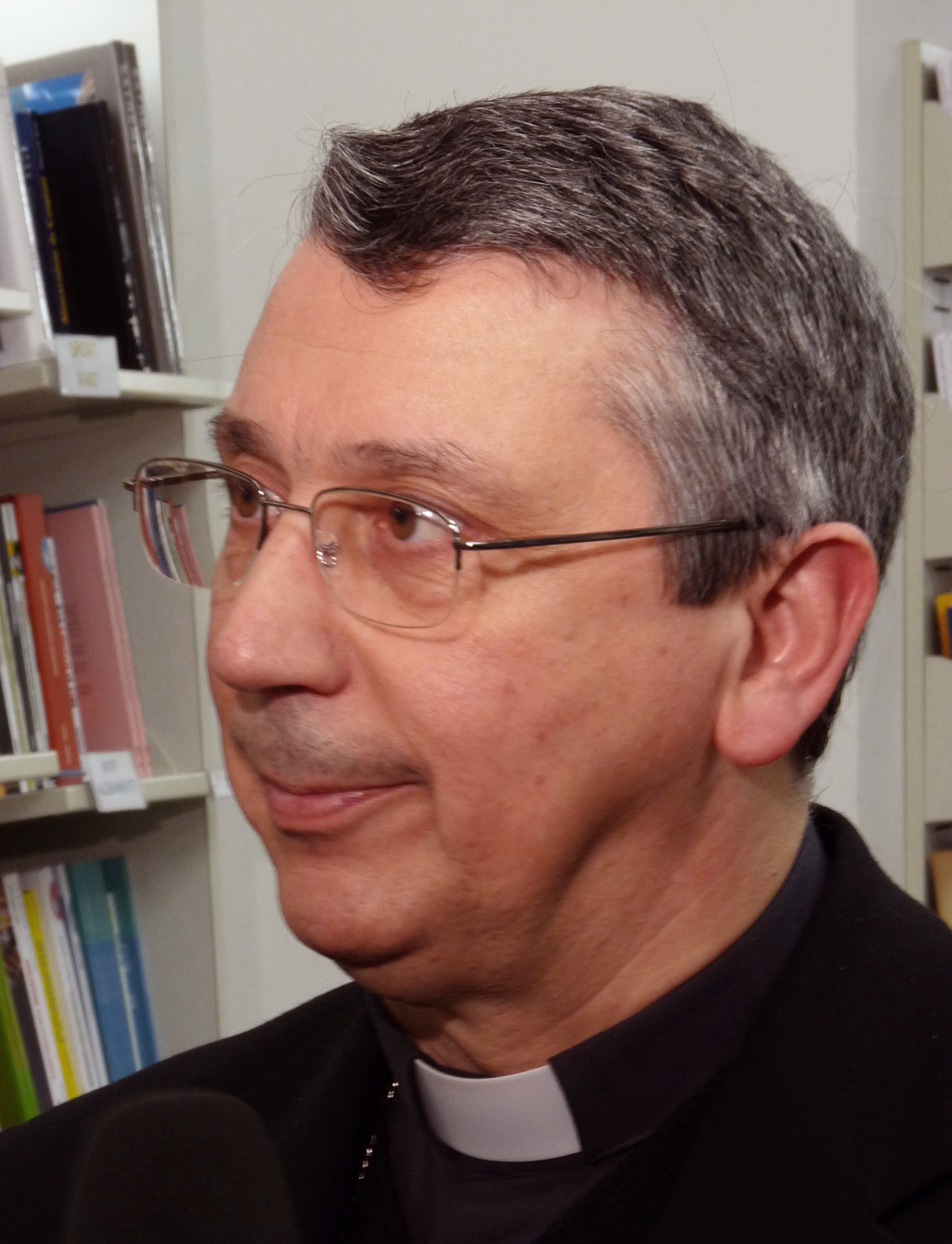
Bischof Simone Giusti

Bischofswappen von Simone Giusti

Simone Giusti (* 30. Juni 1955 in Buti, Provinz Pisa, Italien) ist Bischof von Livorno.

## Leben
Simone Giusti empfing am 5. November 1983 das Sakrament der Priesterweihe.
Am 18. Oktober 2007 ernannte ihn Papst Benedikt XVI. zum Bischof von Livorno. Der Erzbischof von Pisa, Alessandro Plotti, spendete ihm am 10. November desselben Jahres die Bischofsweihe; Mitkonsekratoren waren der Apostolische Nuntius in Italien, Erzbischof Giuseppe Bertello, und der Bischof von Como, Diego Coletti. Die Amtseinführung erfolgte am 2. Dezember 2007.